# Tenino (Washington)
Tenino est une ville américaine située dans le comté de Thurston, dans l'État de Washington. Selon le recensement de 2020, sa population est de 1 870 habitants.